# H.A.W.K.
John Edward Hawkins (15 november 1969 – 1 mei 2006), beter bekend als H.A.W.K. of Big Hawk was een Amerikaanse rapper uit Houston, Texas. Hij was lid van de rapgroep Screwed Up Click. Zijn broer Fat Pat, die ook is vermoord, was ook een Screwed Up Click-lid. Hij was 36 jaar, was getrouwd en had twee zoontjes. H.A.W.K. is doodgeschoten, maar de dader en het motief zijn nog steeds niet bekend.

## Discografie
- 2000: Under Hawk's Wings
- 2002: H.A.W.K.
- 2004: Wreckin' 2004 (met Lil' Keke)
- 2006: Since The Gray Tapes, Vol. 4
- 2007: Endangered Species

- Library of Congress Control Number: n2003080335
- MusicBrainz: 1e8b3e4f-83c3-4b30-afa0-220363a7df5a
- Virtual International Authority File: 16603643
- WorldCat: E39PBJxhmmYrRBQgFvbB7dbTpP